# Val d’Anniviers

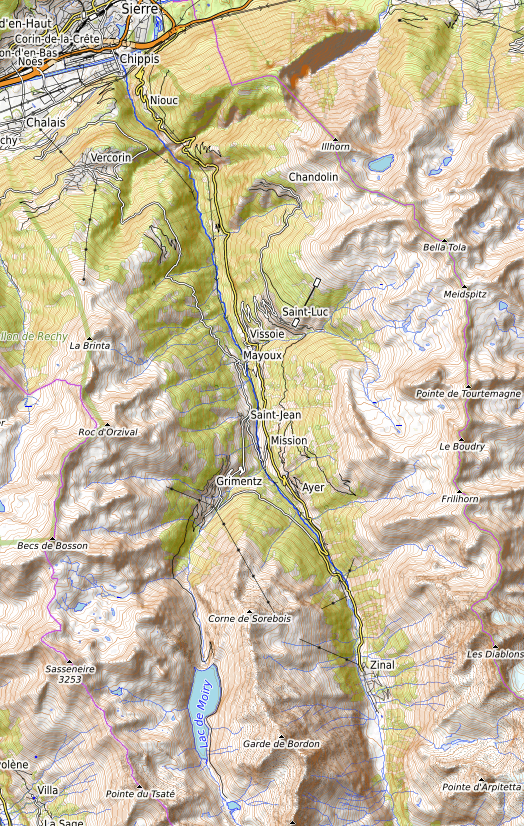
Karte des Val d’Anniviers

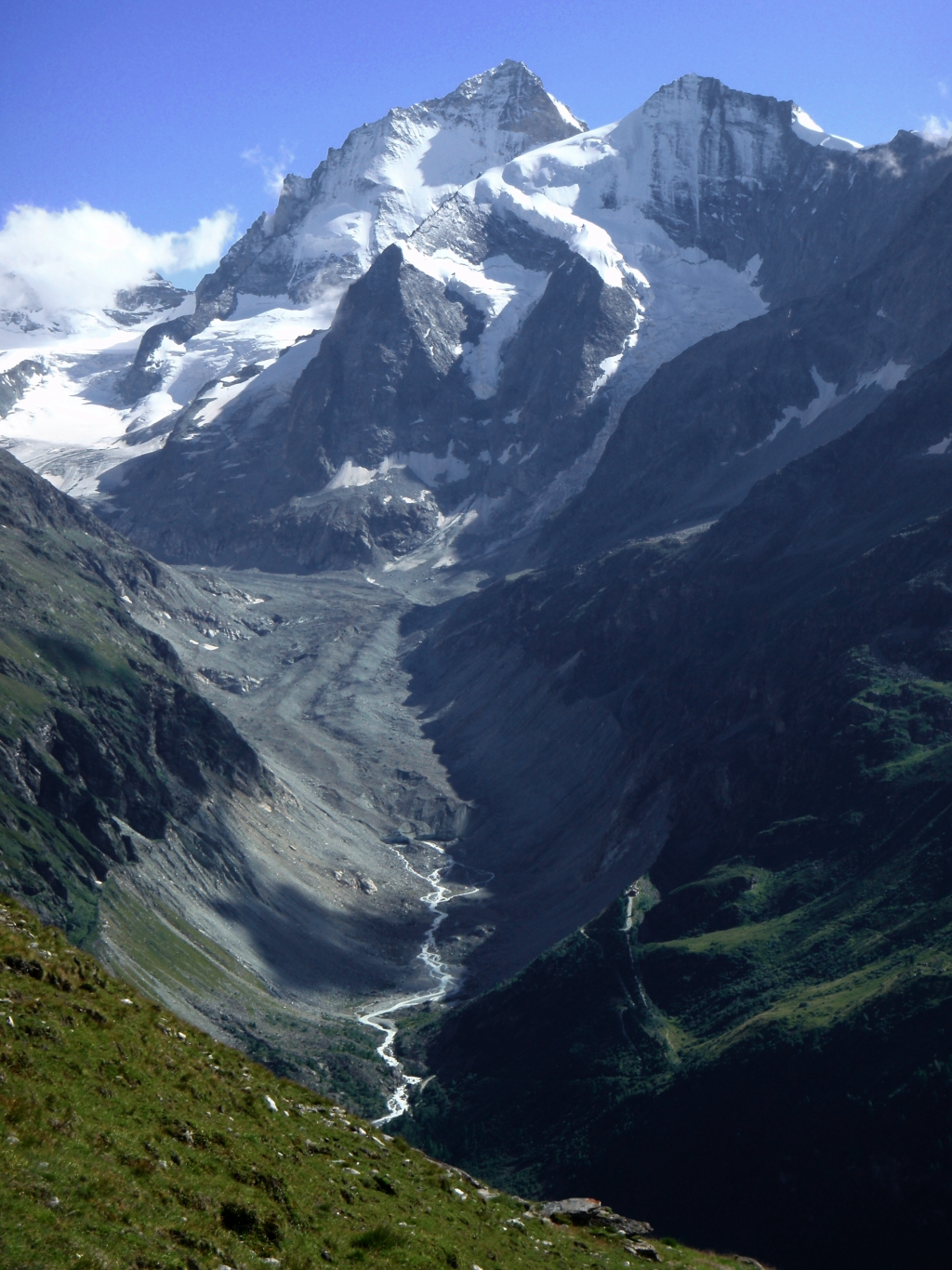
Der Zinalgletscher vor Dent Blanche und Grand Cornier

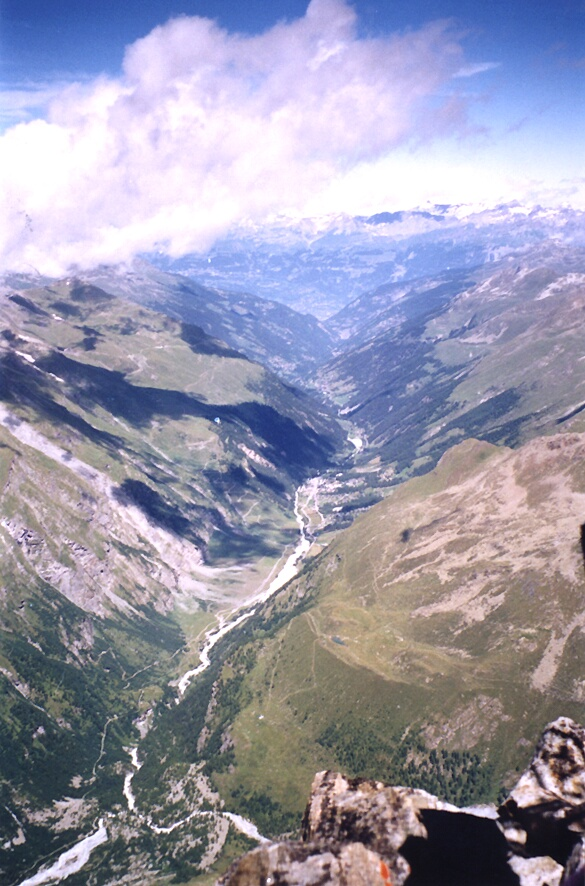
Das Val d’Anniviers

Das Val d’Anniviers (veraltet deutsch Eifischtal) im Schweizer Kanton Wallis ist ein südliches Seitental des Rhonetals.

## Geographie
Im Bezirk Siders liegend, erstreckt sich das Tal in südlicher Richtung direkt bei der Stadt Siders.
Das Val d’Anniviers ist das östlichste (und damit oberste) linksseitige Rhonenebental im französischsprachigen Teil des Kantons, dem Unterwallis. Nachbartäler im Osten (Rhone-aufwärts) sind das Turtmanntal und das Mattertal. Im Westen liegt das Val d’Hérens.
Das Val d’Anniviers trennt sich bei Vissoie in zwei Teiltäler, das westliche Val de Moiry erstreckt sich bis zum Moiry-Gletscher oberhalb des Stausees Lac de Moiry.
Das östliche Val de Zinal (deutsch Zinaltal)  erstreckt sich bis zum Zinalgletscher. Dessen schuttbedeckte Zunge speist sich aus mehreren Firnströmen, dem Glacier des Bouquetins, dem Glacier du Grand Cornier, dem Glacier Durand und dem Glacier de l’Obergabelhorn. Bis vor einigen Jahren zählte auch der Glacier du Mountet zu den Zuflüssen. Über dem Gletscher dienen die Hütten von Petit und Grand Mountet als alpine Stützpunkte. Das Panorama von Grand Mountet auf die «Krone von Zinal» mit Zinalrothorn, Trifthorn, Wellenkuppe, Ober Gabelhorn, Mont Durand, Pointe de Zinal, Dent Blanche und Grand Cornier gilt als eines der schönsten in den Alpen. Der gesamte Talschluss unter Einschluss des Weisshorns heisst auch Kaiserkrone (Couronne impériale). Er bildet das Schaustück der weiter talauswärts am Hang gelegenen Dörfer Saint-Luc und Chandolin sowie des nördlich der Rhone gelegenen Montana.

## Wirtschaft

### Skigebiete
- Grimentz (Zwischen Roc d’Orzival und Becs de Bosson)

430 Einwohner – Gästebetten 4'500
Gesamtlänge präparierter Abfahrten 50 km
Liftkapazität 8.720 Personen/Stunde
- Vercorin

466 Einwohner – Gästebetten 4'500
Gesamtlänge präparierter Abfahrten 35 km
Liftkapazität 6'000 Personen pro Stunde
- Zinal

190 Einwohner – Gästebetten 3'000
Gesamtlänge präparierter Abfahrten 70 km
Liftkapazität 6'200 Personen pro Stunde
- Chandolin und Saint-Luc

100/200 Einwohner – Gästebetten 2'200/4'000
Gesamtlänge präparierter Abfahrten 60 km
Liftkapazität 10'590 Personen pro Stunde

### Regionale Produkte
Zusätzlich zum Tourismus wird hier Walliser Raclette und Walliser Trockenfleisch (Viande séchée) produziert, sowie ein spezieller Gletscherwein ausgebaut. Viele Leute haben zudem Kräutergärten, in denen sie Kräuter für den Schweizer Bonbonhersteller Ricola anbauen.

## Die Ortschaften
- Ayer
- Chandolin
- Grimentz
- Saint-Jean
- Saint-Luc
- Vissoie

Diese sechs Dörfer bildeten bis zum 31. Dezember 2008 eigenständige Gemeinden. Am 1. Januar 2009 erfolgte deren Fusion zur Gemeinde Anniviers. Somit gehört heute das ganze Tal zu einer einzigen Gemeinde, welche eine der flächenmässig grössten der Schweiz ist.
Neben den sechs Hauptdörfern gibt es über zehn kleinere Orte und Weiler:
- Fang
- Mayoux
- Mission
- Mottec
- Niouc
- Pinsec
- Zinal
- u. a.